# Sleutelbeen
Het sleutelbeen of clavicula is in de menselijke anatomie het bot (één links en één rechts) dat het schouderblad (scapula) met het borstbeen ("sternum") verbindt. Het maakt deel uit van de schoudergordel.
Het sleutelbeen zorgt er samen met het schouderblad voor dat de arm een vrijwel complete rotatie kan maken. Een been beweegt door middel van een ander type gewricht, waardoor geen complete rotatie mogelijk is. Het sleutelbeen dankt zijn naam aan de beweging die het maakt bij een verticale draaibeweging van de arm: het sleutelbeen draait dan rond zijn lengteas zoals een sleutel in een slot. Ook de Latijnse naam clavicula (kleine sleutel) refereert hieraan. Bij de meeste andere diersoorten is deze beweging niet mogelijk.
Het sleutelbeen is het eerste bot in het menselijk lichaam dat al voor de geboorte verhardt tot bot (mineralisatie of ossificatie); botvorming begint rond de 5e week van de embryonale ontwikkeling. Dit proces is voltooid rond 21 jaar. Omdat dit een van de langst doorgroeiende menselijke beenderen is, wordt het gebruikt om voorspellingen te doen over de uiteindelijke lengte die een mens na de groeifase zal bereiken.
Het sleutelbeen is een van de beenderen van het menselijk lichaam dat vaak gebroken wordt. Met name bij fietsongelukken gebeurt dit regelmatig. De behandeling bestaat uit reponering en immobilisering. Dit houdt in dat gedurende langere tijd de arm in een mitella of draagband gedragen moet worden. Alleen wanneer de huid bedreigd wordt doordat een puntig einde van een van de brokstukken er in prikt, bij ernstigere (multipele) fracturen van het sleutelbeen of wanneer snelle, fraaie genezing van groot belang is (bijvoorbeeld een fotomodel, concertpianist of profwielrenner) wordt operatief ingegrepen. In tweede instantie wordt soms geopereerd als de botstukken niet aan elkaar groeien en de zo ontstane pseudartroseklachten geeft.
Bij de operatie worden de twee botstukken door een pen of een plaatje met vier schroeven weer aan elkaar gezet.